# Peggy McIntosh
Peggy McIntosh (nascida em 7 de novembro de 1934) é uma feminista americana, ativista antirracismo, acadêmica, palestrante e pesquisadora sênior do Wellesley Centers for Women. Ela é a fundadora do Projeto Nacional SEED sobre Currículo Inclusivo (buscando Equidade e Diversidade Educacional). Ela e Emily Style co-dirigiram o SEED em seus primeiros vinte e cinco anos. Ela escreveu sobre revisão curricular, sentimentos de fraude, hierarquias na educação e na sociedade e desenvolvimento profissional de professores.
Em 1988, ela publicou o artigo "White Privilege and Male Privilege: A Personal Account of Coming to See Correspondences Through Work in Women's Studies". Esta análise, e sua versão mais curta, "White Privilege: Unpacking the Invisible Knapsack" (1989), foi pioneira em colocar a dimensão do privilégio nas discussões de poder, gênero, raça, classe e sexualidade nos Estados Unidos. Ambos os artigos se baseiam em exemplos pessoais de vantagem imerecida que McIntosh diz ter experimentado em sua vida, especialmente de 1970 a 1988. McIntosh encoraja os indivíduos a refletir e reconhecer suas próprias vantagens e desvantagens imerecidas como partes de sistemas de poder imensos e sobrepostos. Seu livro recente, On Privilege, Fraudulence, and Teaching As Learning: Selected Essays 1981-2019, é uma coleção de seus ensaios publicados ao longo de sua carreira.

## Educação e carreira docente
McIntosh nasceu no Brooklyn, Nova Iorque, e cresceu em Nova Jersey, onde frequentou escolas públicas em Ridgewood e Summit, e passou um ano na Kent Place School, antes de frequentar a George School em Newtown, Pensilvânia. Ela se formou no Radcliffe College da Universidade de Harvard em 1956 summa cum laude com um diploma em inglês. Depois de passar um ano na University College, em Londres, ela se tornou professora na Brearley School, uma escola para garotas na cidade de Nova York, onde ensinou um "currículo exclusivamente feminino". McIntosh recebeu seu PhD na Universidade de Harvard, onde escreveu sua dissertação sobre Emily Dickinson's Poems about Pain. Ela ocupou cargos de professora no que era então Trinity College (agora Trinity Washington University) em Washington, DC, na University of Durham na Inglaterra e na University of Denver, onde foi titular e experimentou "métodos radicais de ensino em inglês, estudos americanos, e Estudos da Mulher". Com a Dra. Nancy Hill, McIntosh co-fundou o Rocky Mountain Women's Institute, que por trinta e cinco anos anualmente deu "dinheiro e um quarto próprio" para dez mulheres que não eram mantidas por outras instituições e estavam trabalhando em projetos na artes e muitos outros campos.
Ela trabalha no que hoje é o Wellesley Centers for Women desde 1979. Em 1986, ela fundou o Projeto Nacional SEED sobre Currículo Inclusivo, que se tornou o maior projeto de desenvolvimento profissional liderado por pares para educadores nos Estados Unidos, ajudando o corpo docente a criar currículos, métodos de ensino e climas de sala de aula multiculturais, com gênero justo, e inclusivo de todos os alunos, independentemente de suas origens. Junto com Emily Style codirigiram os primeiros 25 anos do SEED, sendo que atualmente atua como Cientista de Pesquisa Sênior no Wellesley Centers for Women. Ela dirige o Projeto Gênero, Raça e Educação Inclusiva, que oferece oficinas sobre sistemas de privilégios, sentimentos de fraude e diversificação de locais de trabalho, currículos e métodos de ensino.
Ela foi destaque em Mirrors of Privilege: Making Whiteness Visible, um documentário produzido pela World Trust, revelando "o que muitas vezes é exigido [das pessoas] para passar pelos estágios de negação, defesa, culpa, medo e vergonha em fazendo um compromisso sólido para acabar com a injustiça racial."

## "Mochila invisível"
Em seu ensaio de 1988, "White Privilege and Male Privilege: A Personal Account of Coming to See Correspondences Through Work in Women's Studies", ela descreveu sua compreensão do "privilégio branco" como uma vantagem imerecida baseada na raça, que pode ser observada tanto sistemicamente quanto individualmente, como todos os privilégios imerecidos na sociedade (como aqueles relacionados a classe, religião, etnia, orientação sexual, idade ou habilidade). Depois de observar e investigar o que ela chama de "privilégio masculino não reconhecido" mantido inconscientemente pelos homens, McIntosh concluiu que, uma vez que as hierarquias na sociedade estão interligadas, ela provavelmente experimentou um "privilégio branco" análogo ao privilégio masculino. McIntosh usou a metáfora do privilégio branco como "uma mochila leve e invisível de provisões especiais, garantias, ferramentas, mapas, guias, livros de código, passaportes, vistos, roupas, bússola, equipamento de emergência e cheques em branco".:2
Neste ensaio original de 1988, também foram listadas quarenta e seis de suas próprias vantagens cotidianas, como "Posso ir às compras a maior parte do tempo, com bastante certeza de que não serei seguida ou assediada"; “Tenho certeza de que meus filhos receberão materiais curriculares que atestam a existência de sua raça”; e "Se um guarda de trânsito me parar ou se o IRS auditar minha declaração de impostos, posso ter certeza de que não fui escolhido por causa da minha raça".:3
McIntosh afirmou que, a fim de estudar os sistemas de vantagem e desvantagem à medida que impactam os indivíduos, "a brancura é apenas uma das muitas variáveis que se pode observar, começando com, por exemplo, a posição de alguém na ordem de nascimento ou o tipo de corpo., ou suas habilidades atléticas, ou sua relação com palavras escritas e faladas, ou o local de origem de seus pais, ou a relação de seus pais com educação, dinheiro ou inglês, ou o que é projetado em sua religião ou origem étnica." Ela acredita que todas as pessoas nos EUA têm uma combinação de vantagens e desvantagens sistêmicas e imerecidas. Ela sente que não é possível trabalhar contra o racismo sem trabalhar contra o privilégio branco, assim como não é possível trabalhar contra o sexismo sem trabalhar contra o privilégio masculino.
Em 1989, o ensaio original "White Privilege and Male Privilege" foi editado e intitulado " White Privilege: Unpacking the Invisible Knapsack ". Tanto as peças longas quanto as curtas mostram o privilégio branco que McIntosh experimenta diariamente; por meio de uma extensa lista de exemplos, McIntosh ilustra que o privilégio branco é como um presente intangível de direito imerecido, vantagem imerecido e domínio imerecido. O privilégio dá aos brancos acesso mais fácil a benefícios políticos e sociais que são negados aos negros. Este trabalho foi incluído em muitos materiais de cursos K-12 e de ensino superior e foi citado como uma influência para comentaristas de justiça social posteriores.
McIntosh escreveu outros artigos sobre privilégio branco, incluindo "Privilégio Branco: Cor e Crime"; "Privilégio branco, uma conta para gastar"; e "Pessoas brancas enfrentando a raça: descobrindo os mitos que mantêm o racismo no lugar".

## Projeto SEED
McIntosh fundou o Projeto Nacional SEED sobre Currículo Inclusivo ("Buscando Equidade e Diversidade Educacional") em 1986. Emily Style, como codiretora fundadora, fez parceria com McIntosh nos primeiros vinte e cinco anos do Projeto SEED. De 2001 a 2011, Brenda Flyswithhawks se juntou a eles como terceira codiretora. O SEED tornou-se o maior projeto de desenvolvimento docente liderado por pares para educadores nos Estados Unidos. McIntosh acreditava que os professores eram capazes de ser os líderes de seu próprio desenvolvimento adulto no que diz respeito ao ensino de forma equitativa e inclusiva. Os seminários mensais do SEED conduzidos por pares são concebidos como testemunhos de mesa redonda sobre as experiências passadas e presentes dos professores na vida e na escola. Os membros do seminário, incluindo pais e membros da comunidade, tornam-se mais conscientes de suas experiências de opressão sistêmica associada a seu gênero, raça, classe e orientação sexual, dentro e fora das estruturas de escolarização. As discussões do SEED ajudam os professores a desenvolver maneiras de implementar currículos justos de gênero e globalmente informados para seus alunos.
Desde a primeira reunião do Projeto SEED em 1987, a SEED treinou 2.200 professores K-16 em 40 estados dos EUA e 14 outros países, impactando indiretamente milhões de estudantes. O Projeto SEED foi financiado por doadores privados, apoio escolar local e 15 fundações, incluindo a Fundação WK Kellogg. Em 2011, McIntosh deixou o cargo de codiretor do projeto.

## Publicações
- McIntosh, P. (1988). Privilégio branco e privilégio masculino: um relato pessoal de como chegar a ver correspondências por meio do trabalho em estudos femininos. Documento de trabalho nº 189 . Wellesley, Massachusetts: Wellesley Center for Research on Women.
- McIntosh, P. (1989, julho/agosto). Privilégio Branco: Desempacotando a Mochila Invisível . Revista Paz e Liberdade, 10–12.
- McIntosh, P. (1998). Privilégio branco, cor e crime: um relato pessoal. Em Mann, CR, & Zatz, M. (Eds. ), Imagens coloridas, imagens do crime (pp. 207–216). Los Angeles: Roxbury Publishing Company.
- McIntosh, P. (2009). Privilégio branco: Uma conta para gastar. St. Paul, Minnesota: Fundação Saint Paul.
- McIntosh, P. (2009). Pessoas brancas enfrentando raça: descobrindo os mitos que mantêm o racismo no lugar. St. Paul, Minnesota: Fundação Saint Paul.
- McIntosh, P. (1985). Sentindo-se uma fraude. Obra em andamento nº 18 . Wellesley, Massachusetts: Stone Center Working Paper Series.
- McIntosh, P. (1989). Sentindo-se uma fraude – Parte II. Obra em andamento nº 37 . Wellesley, Massachusetts: Stone Center Working Paper Series
- McIntosh, P. (2000). Sentindo-se uma fraude – Parte III: Encontrando formas autênticas de entrar em conflito. Obra em andamento nº 90 . Wellesley, Massachusetts: Stone Center Working Paper Series.
- McIntosh, P. (2019). Sentindo-se como uma fraude, Parte IV: A psique como singular e plural. Em McIntosh, P. (2019). Sobre privilégio, fraude e ensino como aprendizado: ensaios selecionados 1981-2019 (pp. 107–118). Nova York: Routledge.
- McIntosh, P. (1983). Fases interativas da revisão curricular: uma perspectiva feminista. Documento de trabalho nº 124. Wellesley, Massachusetts: Wellesley College Center for Research on Women.
- McIntosh, P. (1990). Fases interativas de revisão curricular e pessoal em relação à raça. Documento de trabalho nº 219. Wellesley, Massachusetts: Wellesley Centers for Women.
- McIntosh, P. & Style, E. (1994). Desenvolvimento docente centrado no corpo docente. Em Bassett, P. & Crosier, LM (Eds. ), olhando para o futuro: problemas e respostas da escola independente. Washington, DC: Avocus Publishing, Inc.
- McIntosh, P. & Style, E. (1999). Aprendizagem Social, Emocional e Política. Em Cohen, J. (1999). Educando mentes e corações: aprendizagem socioemocional e a passagem para a adolescência (pp. 137–157). Nova York: Teachers College Press.
- McIntosh, P., Badger, Chen, J., P. Gillette, P., Gordon, B., Mahabir, H., & Mendoza, R. (2015, verão). Autoconhecimento do professor: A aprendizagem mais profunda. Revista Escolar Independente, 74(4).
- McIntosh, P. (2019). Sobre privilégio, fraude e ensino como aprendizado: ensaios selecionados 1981-2019 (pp. 107–118). Nova York: Routledge.